# Andarás perdido por el mundo
Andarás perdido por el mundo es un libro de cuentos del escritor Óscar Esquivias, publicado en 2016 (Ediciones del Viento). Está compuesto por catorce relatos, escritos casi todos ellos en primera persona. Todos los textos habían aparecido con anterioridad en distintas revistas literarias, catálogos de exposiciones o publicaciones colectivas.
El título alude a la maldición de Yavé contra Caín en el Génesis por haber matado a su hermano Abel y hace referencia a la multiplicidad de escenarios de los relatos (Burgos, Roma, Florencia, Madrid, Oña, Gorea, Mtsensk, Londres, Santa Mónica, París...) y a los propios viajes interiores de los personajes o a su desorientación existencial. Uno de los temas recurrentes del libro es el descubrimiento del mundo por parte de niños y adolescentes y la homosexualidad.
Sanz Villanueva ha señalado que el estilo de Esquivias mezcla las técnicas realistas de viejo cuño con una ironía posmoderna.
En distintos cuentos hay homenajes explícitos a escritores como Leskov, Céline, Chéjov y Dickens y a otros artistas como Berlioz, Greta Garbo o Clarence Brown. Varios de los relatos nacieron a partir de fotografías de Francisco Sánchez Montalbán y David Palacín.

## Antologías
En 2019 el autor publicó una antología personal con sus cuentos favoritos, titulada El chico de las flores. De Andarás perdido por el mundo seleccionó «Todo un mundo lejano», «Curso de natación», «La Florida» y «El misterio de la Encarnación».